# زمین دست نخورده
زمین دست‌نخورده یا خاک بکر (به روسی: Новь)،(به انگلیسی: Virgin Soil) نام یک کتاب ادبی است که توسط ایوان تورگینف، نویسندهٔ اهل روسیه در سال ۱۸۷۷ نوشته شده‌است. این کتاب یکی از آثار مشهور ادبی جهان است.

## خلاصه داستان
داستان جمعی از جوانان انقلابی روس در دهه 1870 میلادی... جوانانی که از طبقه دهقانان و کارگران نیستند اما دل در گرو تغییر نظام ناعادلانه اشرافی دارند و ایمان دارند که به زودی انقلاب رخ خواهد داد و نظام فاسد روسیه تزاری فرو خواهد ریخت. این جوانان روشنفکر به دنبال عمل هستند و حاضرند به موقعیت خود پشت پا بزنند و به میان طبقات فرودست بروند و حتی جان خود را به خطر بیندازند و فدا کنند.
"نژدانف" دانشجویی است در سن پترزبورگ که هم قلم خوبی دارد و هم خوب بحث می کند و فعالیت سازمانی هم دارد و در مرکز حلقه کوچکی از جوانان انقلابی است که البته از مسکو رهبری و هدایت می شوند. نژدانف فرزند نامشروع یک اشرافزاده است که مقرری سالانه مناسبی هم به ارث برده است. او در پی آگهی کاریابی که به روزنامه داده است جهت تعلیم به فرزند یکی از اشراف سرشناس(سیپیاگین) به ملک او می رود و در آنجا با مارینا (خواهرزاده سیپیاگین) آشنا می شود. آن دو ضمن این که به هم علاقه‌مند می شوند، هر دو آرزومند انقلاب قریب‌الوقوع سوسیالیستی و شرکت در آن می باشند. پس تصمیم می گیرند که...